# Sangaste (plaats)
Sangaste (Duits: Sagnitz) is een plaats in de Estlandse gemeente Otepää, provincie Valgamaa. De plaats heeft de status van groter dorp of ‘vlek’ (Estisch: alevik).
Tot in oktober 2017 was Sangaste de hoofdplaats van de gemeente Sangaste. De gemeente werd in oktober 2017 bij de gemeente Otepää gevoegd.

## Bevolking
De plaats had 245 inwoners op 31 december 2011 en 266 inwoners op 31 december 2021.

## Geografie
Sangaste ligt op een kruispunt van wegen. De Tugimaantee 46, de secundaire weg van Tatra via Otepää naar Sangaste, gaat er over in de Tugimaantee 72, de secundaire weg van Sangaste naar Tõlliste, en kruist daarbij de Tugimaantee 69, de secundaire weg van Võru naar Tõrva.
De rivier Väike-Emajõgi komt door Sangaste. Ten zuiden van de plaats ligt het stuwmeer Vastsemõisa järv (9,5 ha), waar de Väike-Emajõgi doorheen stroomt.
Het station Sangaste aan de spoorlijn Tartu - Valga ligt in Tsirguliina in de gemeente Valga, 9,6 km ten zuidwesten van Sangaste.

## Geschiedenis
In 1287 werd in de buurt van Sangaste een kasteel gebouwd dat moest dienen als zomerresidentie voor de bisschop van Dorpat. In 1626 kwam het in privébezit. In de jaren 1874-1881 werd een nieuw kasteel gebouwd, dat de Duitse naam Sagnitz-Schloß kreeg. De architect was Otto Pius Hippius. Het kasteel en het bijbehorende landgoed waren vanaf 1808 in het bezit van de familie von Berg. In 1926 onteigende het onafhankelijk geworden Estland een deel van het landgoed. De familie von Berg bleef nog tot in 1939 op het kasteel wonen en moest toen ten gevolge van het Molotov-Ribbentroppact vertrekken naar Duitsland.
Friedrich Georg Magnus Berg (1845 -1938), een van de leden van de familie, hield zich bezig met de veredeling van rogge en de fok van paarden. In 1929 ontving hij voor zijn inspanningen voor de roggeteelt een eredoctoraat van de Universiteit van Tartu.
In de 14e eeuw kreeg het landgoed een eigen kerk, gewijd aan de apostel Andreas, die in 1582, tijdens de Lijflandse Oorlog, werd vernield. Op het eind van de 17e eeuw werd een nieuwe kerk gebouwd, nu als lutherse kerk, die op zijn beurt in 1702, tijdens de Grote Noordse Oorlog, door de Russen werd platgebrand. Na 1715 werden de diensten gehouden in een houten noodkerk. In 1742 kreeg het landgoed een kerk uit veldsteen, die nog steeds bestaat. De kerk ligt 3,5 km ten noordoosten van het kasteel.
In 1582 werd voor het eerst een dorp Sangnic genoemd. In 1601 heette het Sangnitz en in 1796 Sangaste. Het lag 2 km ten zuiden van het kasteel.
De nederzetting rond de kerk heette tot ca. 1930 Kirikuküla (‘kerkdorp’), daarna tot ca. 1970 Sangaste, daarna weer korte tijd Kirikuküla en sinds 1977 weer Sangaste. Het kasteel is in Lossiküla (‘slotdorp’) terechtgekomen en het vroegere dorp Sangaste valt nu onder Väljaküla.

## De kerk
De kerk is gebouwd in 1742, maar de toren in neobarokstijl dateert uit 1861. Het orgel met twee manualen en 24 registers is in 1924 gebouwd door de gebroeders Kriisa uit Kokõmäe. Het verving een eerder orgel uit de jaren 1830-1832. Het altaarstuk, met als thema Golgotha, is in 1883 in München vervaardigd door een onbekende kunstenaar.
Tijdens de Tweede Wereldoorlog raakte de kerk zwaar beschadigd. Na de oorlog vonden reparatiewerkzaamheden plaats. Een deel van de reparaties, zoals een dak van asbest, moest later worden teruggedraaid. De laatste reparatie dateert uit 1991; het orgel was pas in 2004 weer helemaal hersteld.
In het park bij de kerk groeit de grootste witte esdoorn van Estland, 27 meter hoog en een omtrek van 90 cm.

## Foto's

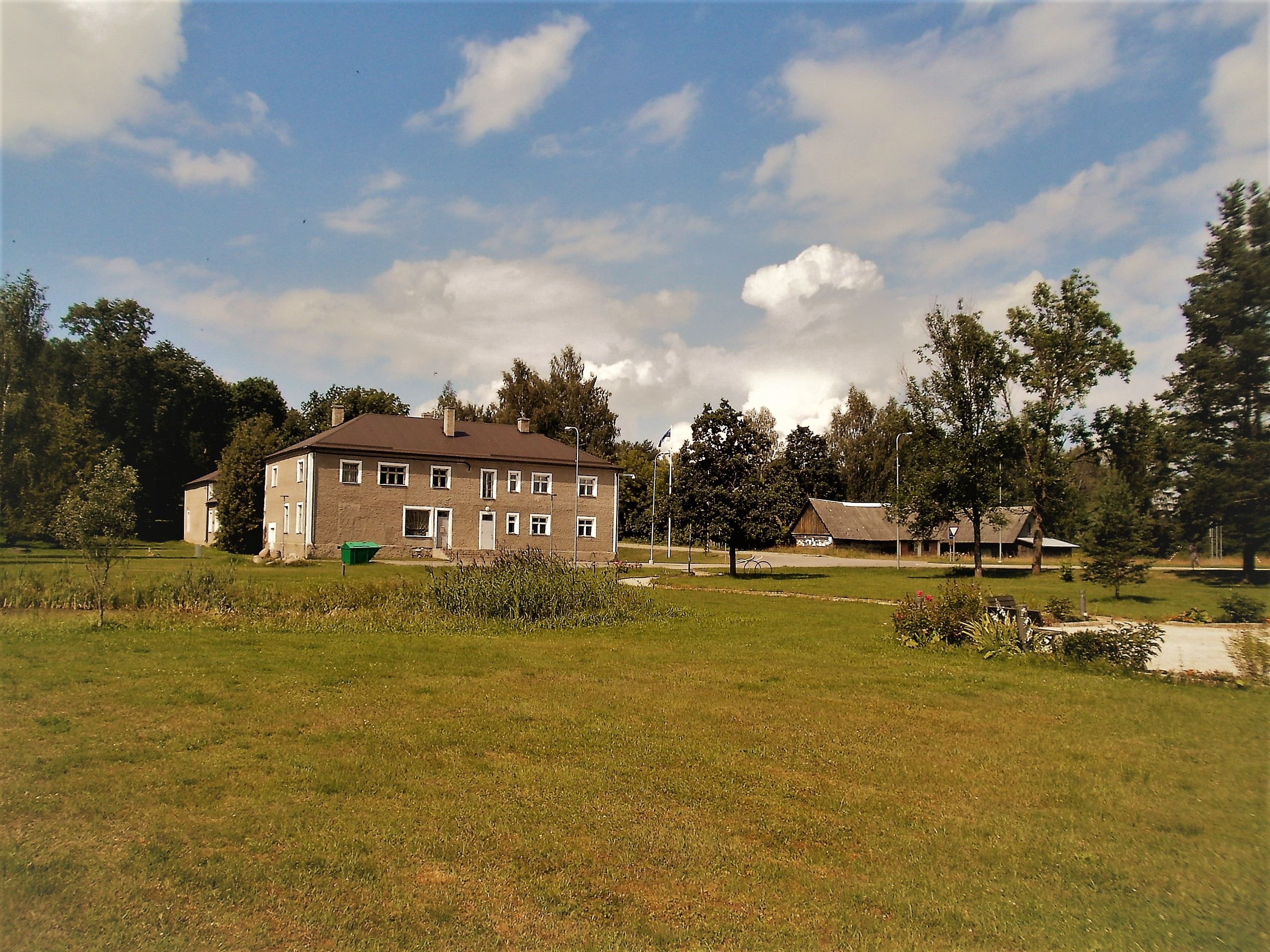
Het vroegere gemeentehuis
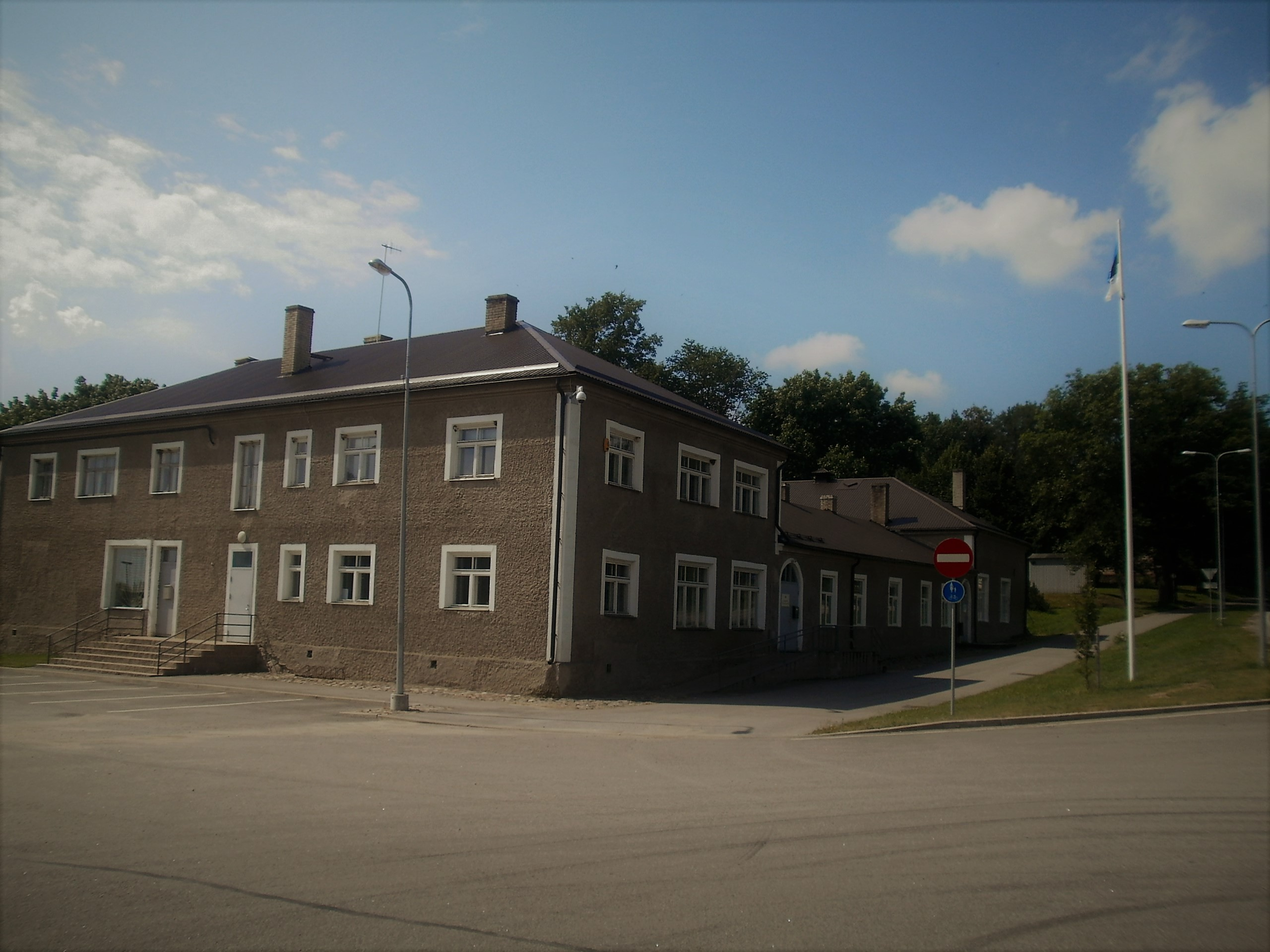
De andere kant van het gemeentehuis, gezien vanaf de Tugimaantee 72
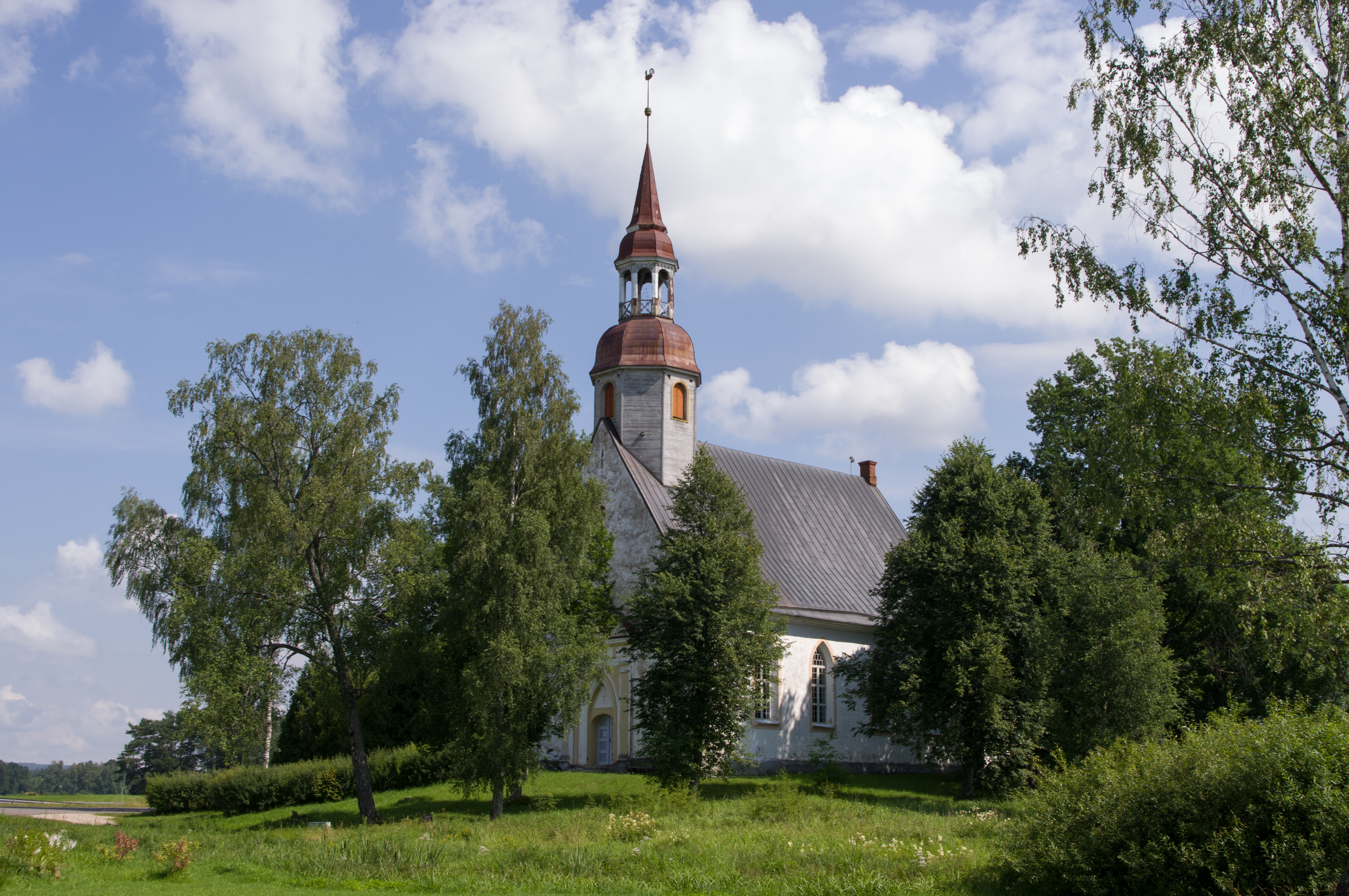
De kerk
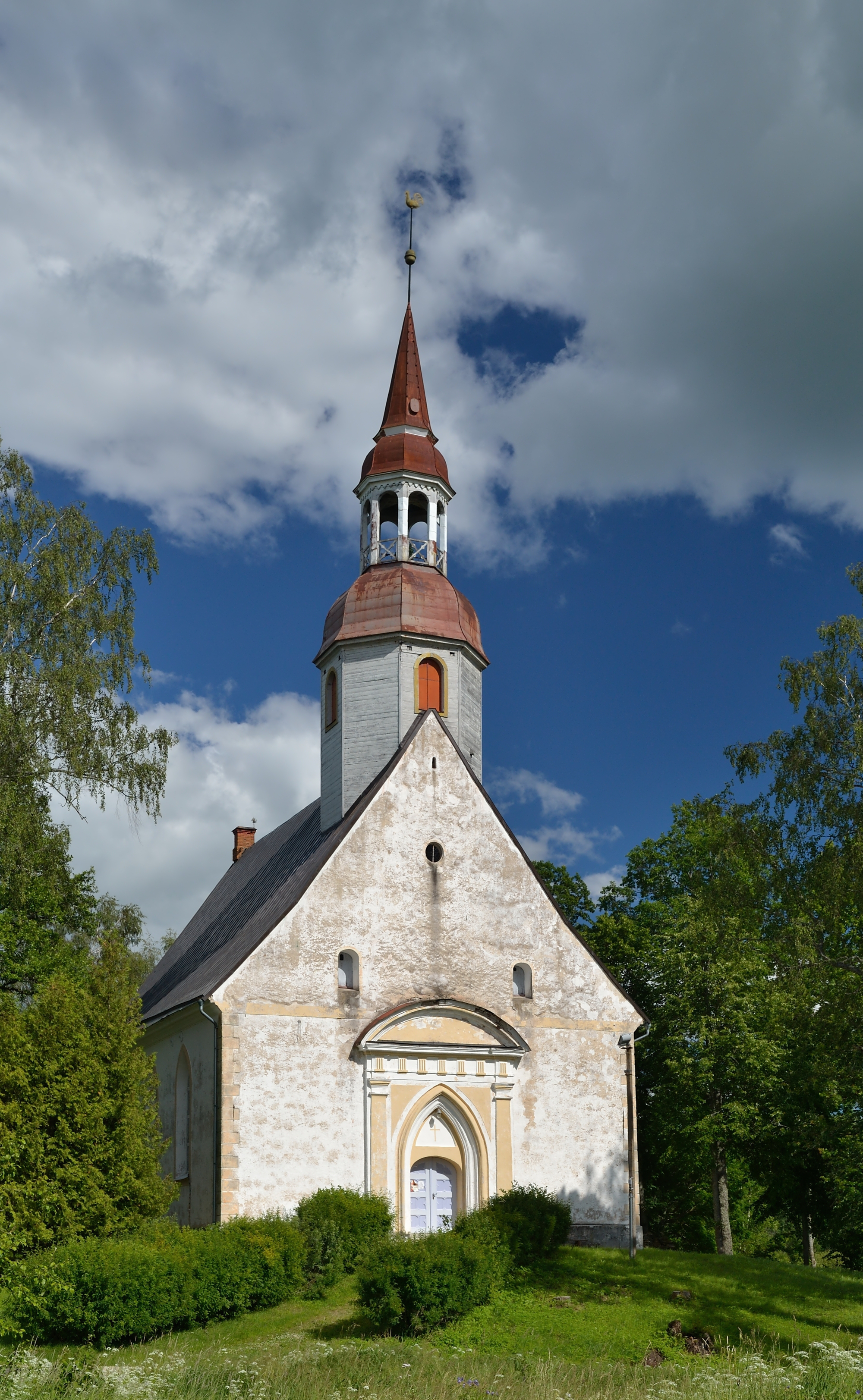
Ingang
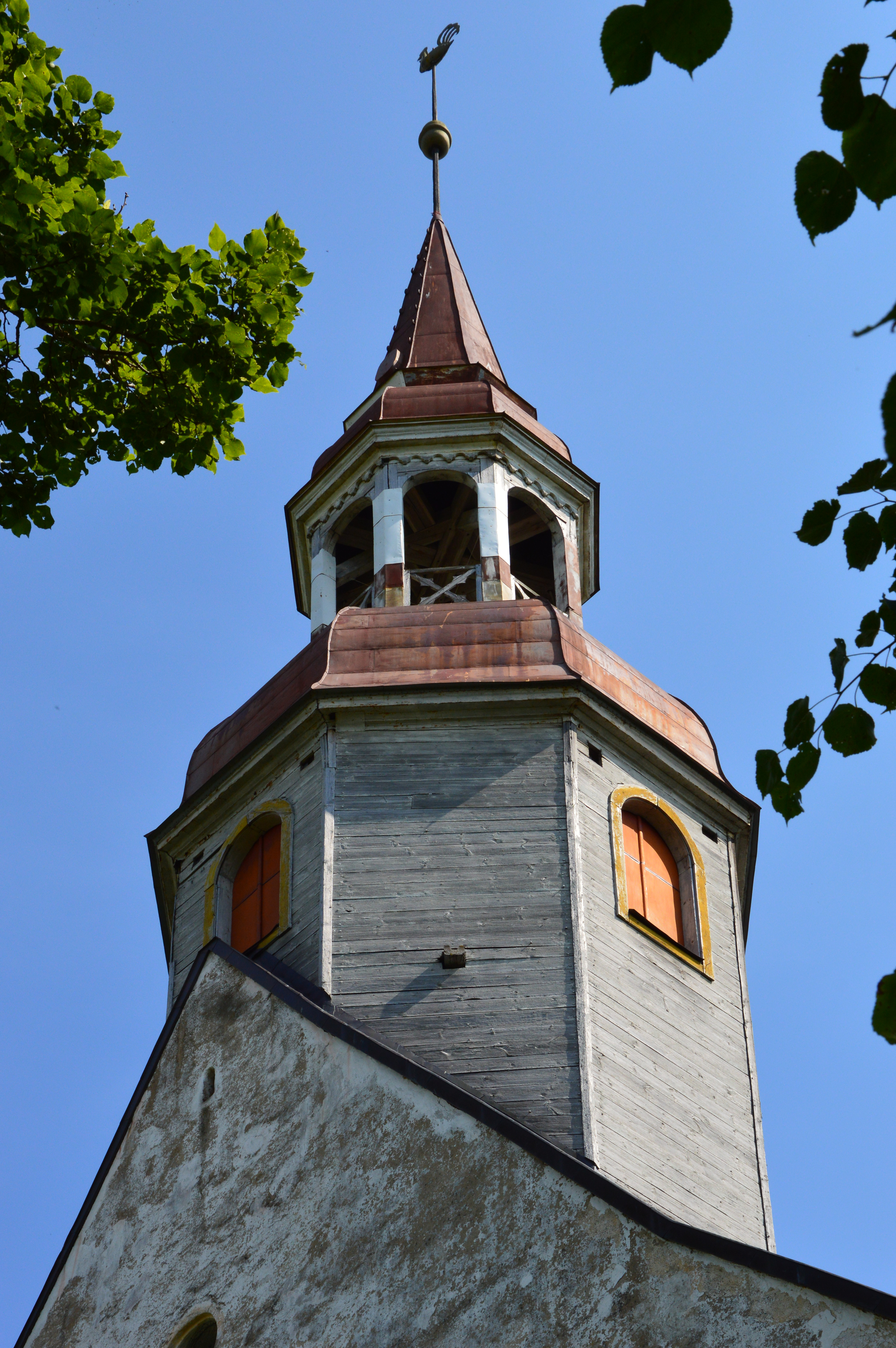
De torenspits